# إبنيزر هوارد
ألبرت هوارد (بالإنجليزية: Ebenezer Howard) (و. 1850 – 1928 م) هو مهندس معماري، وناشط إسبرانتو، ومخطط حضري، بريطاني، ولد في مدينة لندن، توفي عن عمر يناهز 78 عاماً.

## جوائز وترشيحات
حصل على جوائز منها:
- لقب فارس (1926)
- نيشان الامبراطورية البريطانية من رتبة ضابط (1923).

ترشح لـ:
- جائزة نوبل في الأدب (1920)[8]
- جائزة نوبل في الأدب (1919).[8]

## روابط خارجية
- إبنيزر هوارد على موقع الموسوعة البريطانية (الإنجليزية)